# Partido Trabalhista Progressista (Santa Lúcia)
O Partido Trabalhista Progressista (em inglês:  Progressive Labour Party, PLP) foi um partido político de Santa Lúcia, criado na sequência de uma cisão do Partido Trabalhista de Santa Lúcia em 1981. Concorreu às eleições de 1982, onde ficou em segundo lugar (atrás do Partido Unido dos Trabalhadores) com 27,1% dos votos, mas elegeu apenas um deputado, Jon Odlum.  A última eleição a que concorreu foi em 1992.

## História

### Antecedentes
Nos anos 60, Santa Lúcia era uma colónia da coroa britânica, com uma autonomia limitada. Nessa altura, um grupo de intelectuais e ativistas de esquerda, liderados por George Odlum, criou o Fórum de Santa Lúcia, um grupo de pressão que "discutia as ideias culturais socialistas e negras que começavam a desafiar o status quo nas Caraíbas". O Fórum fazia parte de um grupo de "fóruns" estabelecido em 1970 na sequência de encontros secretos com outros intelectuais de esquerda caribenhos,  incluindo Maurice Bishop de Granada. Em 1972 Odlum criou o Movimento de Ação de Santa Lúcia, que depois se fundiu com o então enfraquecido Partido Trabalhista para as eleições de 1974.
A facção de Odlum do Partido Trabalhista fez a maior parte do trabalho nas eleições, organizando uma base de apoio entre os pequenos agricultores produtores de bananas, com Odlum frequentemente liderando greves para melhorar as condições de trabalho. O seu trabalho nas eleições de 1974, juntamento com a sua "boa aparência e carisma", garantiu um lugar seguro em Castries, onde o seu irmão Jon concorreu. George Odlum em vez disso concorreu num círculo rural detido pelo Partido Unido dos Trabalhadores, tendo perdido por uma pequena margem. Apesar dos Trabalhistas continuarem na oposição em Santa Lúcia, o socialismo e a esquerda estavam em voga nas Caraíbas, e durante o seu tempo fora do parlamento, Odlum foi a imagem pública do socialismo na região.
Santa Lúcia atingiu a independência plena em 1979. Imediatamente antes, Odlum organizou vastos protestos transmitidos pelas câmaras de noticias internacionais, cimentando o seu papel nos movimentos socialistas e comunistas da região. Três semanas após a independência, o governo de país vizinho de Granada foi derrubado por revolucionários marxistas liderados por Maurice Bishop. Quando o governo do Partido Unido dos Trabalhadores convocou eleições em Santa Lúcia três semanas depois, o governo perdeu - George Odlum foi eleito deputado e o Partido Trabalhista, liderado por Allan Louisy, formou governo.
O papel de  Odlum no partido levou à sua nomeação como vice-primeiro-ministro, responsável pelos negócios estrangeiros, comércio e indústria. Odlum apoiou o governo revolucionário de Granada, o que preocupou os Estados Unidos.
Louisy tinha-se tornado primeiro-ministro devido a um acordo secreto com Odlum, segundo o qual Louisy ao fim de 6 meses iria resignar e entregar o cargo a Odlum. Quando chegou a altura Louisy recusou, apoiado pelos EUA, que pretendiam manter Odlum fora do poder a todo o custo. Tal levou Odlum a ficar contra o seu próprio governo e até a votar contra o orçamento.
A luta pelo poder arrastou-se por vários meses, e tanto Odlum como Louisy (e depois deste, Winston Cenac, primeiro-ministro de 1981 até 16 de janeiro de 1982) demitiram-se. Nessa altura, Odlum deixou o Partido Trabalhista, criando o Partido Trabalhista Progressista.

### As eleições de 1982
Em 1982 o governo voltou a cair e realizaram-se novas eleições. O Partido Trabalhista Progressista apenas elegeu um deputado, Jon Odlum, tendo George perdido o seu lugar no parlamento.
A situação em Granada contribuiu para enfraquecer o Partido Trabalhista Progressista - George Odlum tentou construir uma base de apoio entre os jovens rastafarianos de Santa Lúcia, mas tal foi prejudicado pela sua aliança com o governo de Granada, que na mesma altura havia lançado uma vaga de repressão contra os rastfarianos na sua ilha.

### Desenvolvimentos posteriores
Nas eleições de 6 de abril de 1987, a sua votação baixou para 9,3% e perderam o único lugar; o partido recebeu 6% dos votos nas eleições que se voltaram a realizar no fim desse mês, e continuou sem deputados. A última eleição a que concorreu foi em 1992, em que teve 0,15% dos votos.

## Resultados eleitorais
| Data                | Votos  | %      | Câmara da Assembleia |
| ------------------- | ------ | ------ | -------------------- |
| 1982                | 48.507 | 27,07% | 1 / 17               |
| 6 de abril de 1987  | 13.133 | 27,07% | 0 / 17               |
| 30 de abril de 1987 | 3.176  | 6,02%  | 0 / 17               |
| 1992                | 87     | 0,15%  | 0 / 17               |